# Unterlappach
Unterlappach ist ein Gemeindeteil von Maisach im oberbayerischen Landkreis Fürstenfeldbruck. Am 1. Mai 1978 kam Unterlappach als Ortsteil der bis dahin selbständigen Gemeinde Rottbach zu Maisach.

## Lage
Die Einöde liegt circa zwei Kilometer nördlich von Maisach und ist über Rottbach (Maisach) oder Diepoltshofen zu erreichen.

## Geschichte

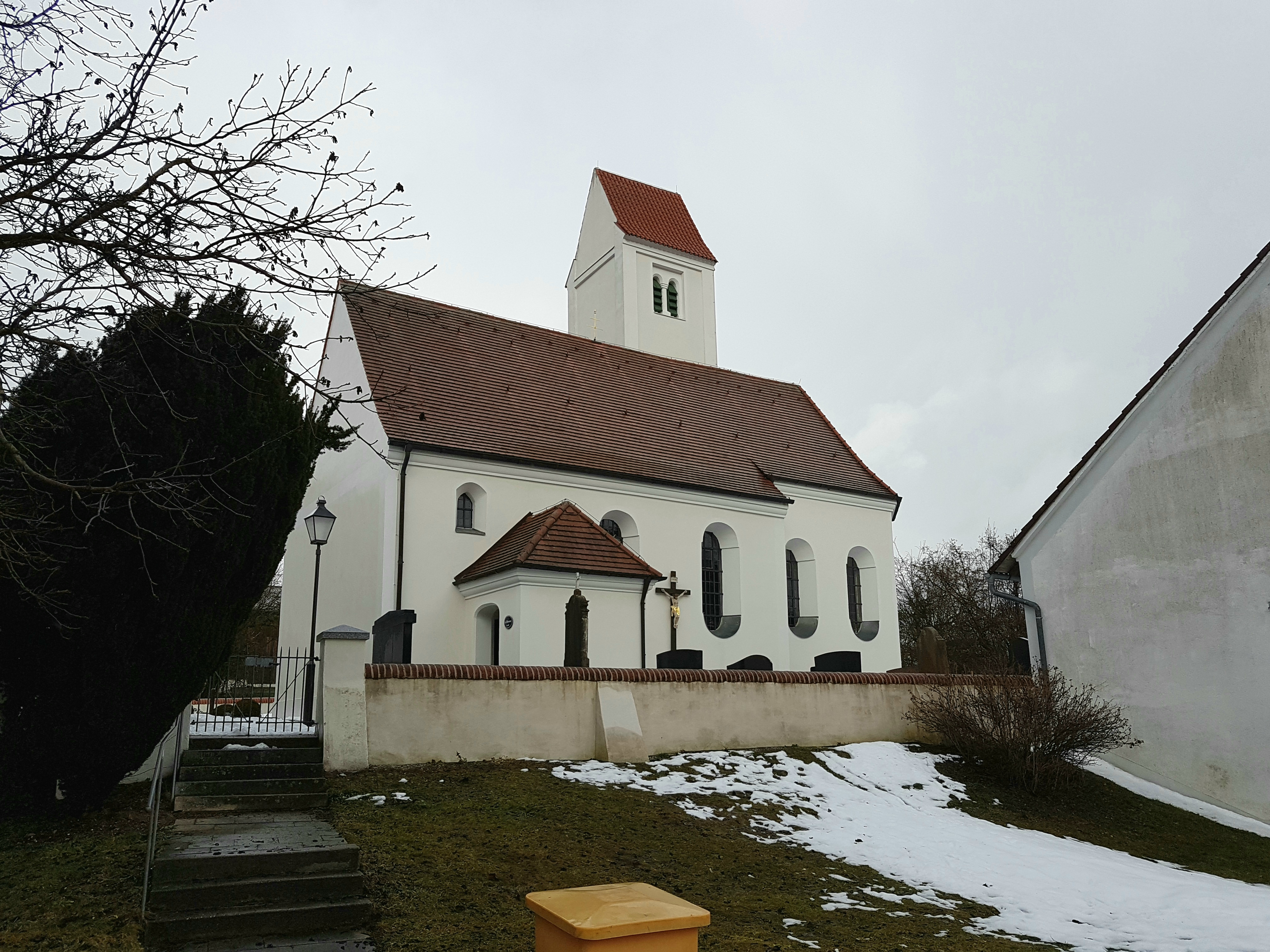
Mariä Himmelfahrt

Im Jahre 807 wird Unterlappach zum ersten Mal erwähnt, als die adligen Schwestern Ellanpurc und Engilpurc die Kirche mit Eigenpriester an den Bischof übergeben. Im späten Mittelalter waren Unter- und Oberlappach eines gemeinsamen Dorfgerichts mit Vogteirechten, dessen Lehensrechten bei verschiedenen Münchener Bürgern lagen. Später gehörte die beiden Orte dem Kreuzaltar-Benefizum an der Peterskirche München.

## Baudenkmäler
Siehe auch: Liste der Baudenkmäler in Unterlappach
- Katholische Filialkirche St. Mariä Himmelfahrt

## Bodendenkmäler
Siehe: Liste der Bodendenkmäler in Maisach